# Crowe Global
Crowe Global (bis 2018 Crowe Horwath International) ist ein globales Netzwerk selbstständiger Prüfungs- und Beratungsunternehmen mit Sitz in Zürich (Schweiz) und Hauptverwaltung in New York (USA). Die Mitgliedsunternehmen bieten Leistungen in den Bereichen Wirtschaftsprüfung, Steuerberatung, Unternehmensberatung, Rechtsberatung und Governance, Risk & Compliance Services an.
Mit 42.000 Mitarbeitern an über 700 Standorten in 130 Ländern und einem Umsatz von USD 4,4 Mrd. (2019) gehört Crowe Global zu den Top 10 internationalen Wirtschaftsprüfungsgesellschaften. In Deutschland ist Crowe Global auf Platz 6 der in Deutschland tätigen Netzwerke/Allianzen mit unabhängigen Mitgliedsunternehmen mit 960 Mitarbeitern und einem Umsatz von 106,8 Mio. (2014).

## Entstehung und Marke
Die Geschichte des Netzwerks begann 1915 mit der Gründung des Unternehmens Horwath & Horwath durch die Brüder Edmund und Ernst Horwath. Die beiden Ungarn wanderten 1907 von Budapest in die USA aus und begannen ihr Geschäft als Prüfer in der Hotellerie.
Für die weltweite Präsenz von Horwath & Horwath wurde 1960 der Verein Horwath & Horwath International Associates gegründet und 1989 in Horwath International umbenannt. Seit 2009 trägt es den Namen Crowe Horwath International. Das „Crowe“ steht dabei für Crowe, Chizek and Company (heute Crowe Horwath LLP), das größte Mitgliedsunternehmen in den USA, benannt nach dem Gründer Fred P. Crowe Sr. Seit 2018 heißt das Netzwerk Crowe Global.

## Chairmen von Crowe Global
- Ivan L. de Naray 1962 – 1974
- Victor I. Seidman 1974 – 1978
- D. the lord Hirshfield 1978 – 1984
- Juan A. Seif 1984 – 1988
- Brian H. Lait 1989 – 1990
- Werner E. Rotach 1990 – 2006
- Frank Arford 2007 – 2012
- J. Kevin McGrath 2012 – 2018
- David Mellor 2018 – heute[5][6]

## Dienstleistungen
- Wirtschaftsprüfung
- Steuerberatung
- Unternehmensberatung
- Rechtsberatung
- Risikomanagement

## Crowe Global in Deutschland
Die Crowe Deutschland GmbH hat ihren Sitz in Stuttgart. Die Crowe Global Unternehmen in Deutschland beschäftigen etwa 960 Mitarbeiter (2014) und erreichten im Geschäftsjahr 2014 einen Umsatz von 106,8 Mio. Euro. Crowe ist in Deutschland an den Standorten Hamburg, Frankfurt am Main, Stuttgart, München, Schwerin, Kiel, Reutlingen und Albstadt vertreten.
In Deutschland ist Crowe Global auf Platz 6 der in Deutschland tätigen Netzwerke/Allianzen mit unabhängigen Mitgliedsunternehmen. Vier der fünf Mitgliedsunternehmen gehören zu den 25 führende Wirtschaftsprüfungs- und Steuerberatungs-Gesellschaften in Deutschland (2014).
Das Dienstleistungsangebot der Crowe Global Unternehmen in Deutschland umfasst Wirtschaftsprüfung, Steuerberatung, Unternehmensberatung und Risikomanagement.